# Dubstep
Dubstep bezeichnet eine größtenteils in South London entstandene Musikrichtung, die aus Reggae, Dub, Garage und 2-Step hervorging. Die Entstehung begann etwa um das Jahr 2001, wobei es keine Einigkeit darüber gibt, welche die erste Dubstep-Platte war. Der UK-Garage-DJ El-B wird in mehreren Quellen als erster Dubstep-Produzent aufgeführt. Der Begriff Dubstep stammt aus dem Club Forward, der einen passenden Begriff für das neu entstandene Musikgenre gesucht hatte. Das Genre erlangte große Popularität in den 2000er und frühen 2010er Jahren.
Schnell nahm die Musik vielfältige Einflüsse – etwa aus Elektro, Jungle und anderen elektronischen Stilrichtungen – auf, und viele Künstler wie Skream oder Benga entwickelten den Stil immer weiter weg von den Garage-Wurzeln.
Eine Art „Schwestergenre“ ist Grime, eine britische Form des Hip-Hop, die ähnlichen Wurzeln entspringt, aber anders als der größtenteils instrumentale Dubstep auch Raps beinhaltet. Es gibt und gab zu jeder Zeit in der Geschichte der Musikstile prominente Beispiele der gegenseitigen Vermischung und Beeinflussung. Viele Produzenten von Grime-Instrumentals machten sich auch als Dubstep-Künstler einen Namen.
Deutsche Dubstep-Musiker sind unter anderem Zedd, INFRA, Quio, Sven Weisemann, Tua und D-Bo.

## Entwicklung

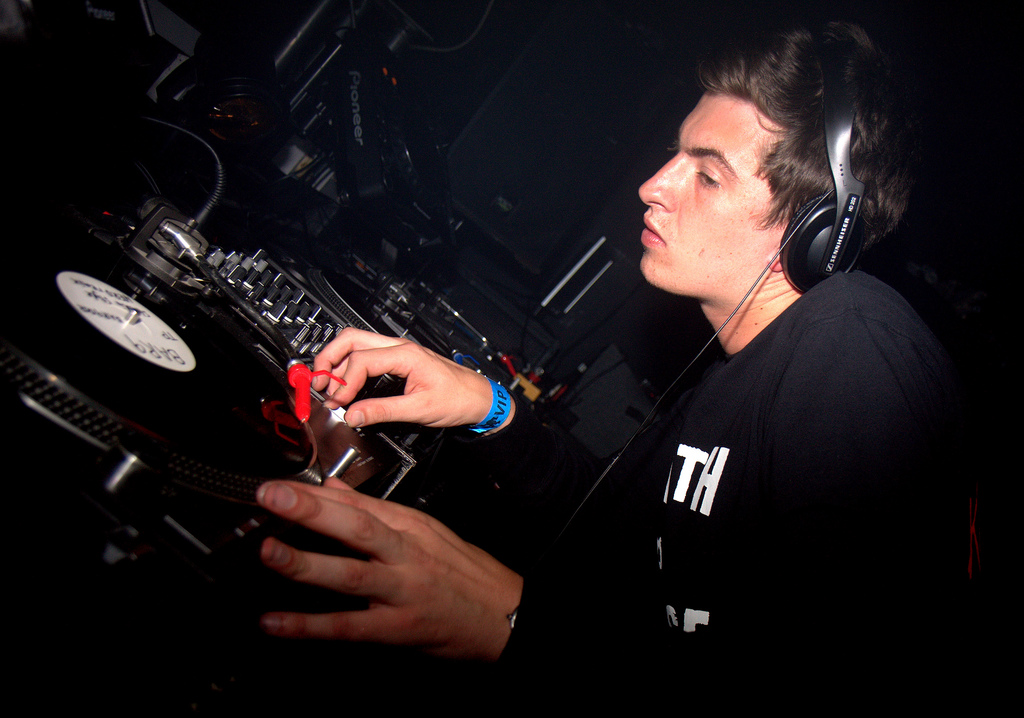
Skream, 2009

Der Begriff „Dubstep“ wurde ursprünglich durch Ammunition Productions geprägt und fand erstmals Verwendung auf einem Cover des XLR8R Magazins, mit dem die Horsepower Productions vorgestellt wurden. Der Begriff konnte sich allerdings erst mit dem „Dubstep Allstars Vol. 1“ Sampler (veröffentlicht auf Tempa und gemixt von DJ Hatcha) vollständig durchsetzen.
Die wichtigste Anlaufstelle in den frühen Jahren des Dubstep war der ehemalige Croydoner Big Apple Shop, unterstützt durch die ehemaligen Big Apple Records. Produzenten und DJs des frühen Dubstep in Croydon waren El-B und Jay Da Flex von Ghost Records sowie Hatcha, Menta/Artwork, Skream und Benga von Big Apple Records und Horsepower Productions. Zudem konnte Zed Bias eine große Zahl von Veröffentlichungen zum frühen Sound des Dubstep beisteuern. Steve Gurley (ehemaliges Mitglied von Foul Play) experimentierte außerdem auch mit düsterem 2-Step.
Horsepower waren mit ihren Veröffentlichungen auf dem Tempa Label, zusammen mit Big Apple eines der ersten bemerkenswerten Dubstep-Labels. Tempa war, geleitet von Ammunition Promotions, die andere wichtige Anlaufstelle in der frühen Entwicklung des Dubstep. Nach 2001 waren Ammunition Productions für die Gründung einer Masse von Labels wie Soulja, Tempa, Road, Vehicle, Shelflife, Texture, Stealth People, Bingo u. a. verantwortlich. Allerdings existieren heutzutage nur noch Soulja, Bingo, Road und Tempa.
Im Laufe des Jahres 2003 begann DJ Hatcha, auf Rinse FM und durch seine Sets im Forward eine neue Richtung für den Dubstep zu definieren, eine Richtung, die den Dubstep letztendlich zu einer eigenständigen Musikrichtung formte. Durch die Verwendung von 10″-Einzeldruck-Reggae-Style-Dubplates bediente er sich exklusiv eines reichhaltigen Pools Süd-Londoner Produzenten – erstmals Benga und Skream, später auch Digital Mystikz und Loefah – und leistete damit die Pionierarbeit für einen düsteren, präzisen und minimalistischen Dubstep. Durch die Aufnahme von Digital Mystikz in seine Sets wurde die Palette von Sounds immer reichhaltiger und gewann mit verschiedensten Einflüssen, die wichtigsten wohl Reggae und Dub, immer an neuen Klängen.
Die Süd-Londoner Digital Mystikz (Mala und Coki) und Loefah brachten bald auch ihre eigenen Ideen, Einflüsse aus dem Dub und ein aus dem Jungle geläufiges Verständnis für die Priorität des Basses in die Dubstep-Szene mit ein. Nach ihren ersten 12″-Veröffentlichungen auf Big Apple gründeten sie ihr eigenes Label DMZ, das bis heute zwölf 12″-Platten veröffentlicht hat. Mit Labelgründung einher ging die DMZ night, die alle zwei Monate in Brixton stattfand und die neuesten Dubstep-Talente vorführte (z. B. Skream, N-Type, Scuba, Kode9, D1, Random Trio, Chef, Joe Nice, Pinch, DJ Youngsta, Distinction, Vex’d und Blackdown). Mit der einzigartigen Sound-Anlage ist die DMZ night die weltweite Referenz in Sachen Dubstep, die sich nur mit der Subloaded, Bristols Dubstep night, für die DJ Pinch und die Context Crew werben, vergleichen lässt.
Ein weiterer entscheidender Punkt in der Geschichte des Dubstep waren die zwei fälschlicherweise „Grime“ benannten Compilations von Rephlex Records (unterstützt durch Ammunition). Mit einem Aufgebot von Musikern wie Plastician, Mark One und Slaughter Mob auf Volume 1 und Kode9, Loefah und Digital Mystikz auf Volume 2, wurde der Dubstep so der Welt der elektronischen Musik vor Augen geführt. Die Einflüsse dieser entscheidenden Compilations sind noch in heutigen Veröffentlichungen und Club nights deutlich zu erkennen.
Mit dem Jahre 2006 ging ein massiver Interessenzuwachs am Dubstep einher. Nach dem Erfolg von Skreams „Midnight Request Line“, dem Hype um die DMZ night und der Unterstützung durch Online-Foren und Blogs, explodierte die Szene förmlich, als DJ Mary Anne Hobbs in einer BBC-Radio-1-Show mit Namen „Dubstep Warz“ das Beste, was die Szene zu bieten hatte, zusammenstellte. Seither hat sich Dubstep, nach Jahren des Untergrund-Daseins ein neues Publikum erschlossen, erstmals nicht nur in Großbritannien, sondern weltweit.
Auch in Deutschland hat sich in den letzten Jahren eine stetig wachsende Dubstep-Szene zusammengefunden. Durch die Veröffentlichung von Untrue, dem zweiten Album von Burial, gewann der Begriff Dubstep weitere Beachtung in den deutschsprachigen Medien. de:bug verfasste im Dezember 2007 einen Artikel über die stilistischen Überschneidungen von Dubstep und Minimal Techno. Als Beispiel wird Minimal-DJ Ricardo Villalobos genannt, der bereits Dubstep-Stücke remixte und diese regelmäßig auf Raves auflegt.
Eine neuere Entwicklung in der schottischen, englischen und US-amerikanischen Szene ab etwa 2008, die sowohl die Dubstep- als auch die Grime-Szene betrifft, ist der sogenannte Wonky oder Aquacrunk, bei dem der Bass in den Hintergrund tritt und stattdessen Soundtexturen aus rhythmisch komplexen und unquantisierten Synthesizer-Riffs die Musik prägen.
Seit 2010 gelang es immer mehr Künstlern in Großbritannien, durch Charterfolge auf das Genre aufmerksam zu machen. So erreichte Magnetic Man mit ihrer ersten Single I Need Air den Einstieg in die Top-10. Chase & Status erreichten mit ihrer Single Blind Faith Platz 5 der UK-Charts, das Album erreichte sogar Platz 2 im Februar 2011. Dubstep-Produzent Rusko arbeitete unter anderem mit Britney Spears und Rihanna zusammen, die in ihren aktuellen Alben Tracks mit Dubstep-Einflüssen als Single veröffentlichten. Die britische Sängerin Katy B gilt in Großbritannien als Heldin des Mainstream-Dubstep. Ihr Album On A Mission wurde ein Überraschungs-Erfolg in den britischen Charts und zog drei Top-10-Singles mit sich. Das Album wurde ebenfalls in Deutschland und den USA veröffentlicht. Im Juli 2011 schließlich erlangte DJ Freshs Single Louder Ft Sian Evans die Spitze der UK-Charts.

## Stil
Dubstep ist meist minimalistisch und zeichnet sich durch eine große Betonung des Bass im Klangbild aus, ähnlich wie auch Dub und Drum and Bass.
Dubstep hat vielseitige Spielrichtungen, die Bandbreite reicht von extrem reduzierten, rhythmuslastigen Tracks bis hin zu solchen mit Drum-and-Bass-ähnlichen, harten Lead-Basslines. Gern eingesetzt werden auch möglichst spektakuläre Klangveränderungen beim Bass-Sound, zum Beispiel die als Wobble Basslines bezeichneten Filter-Modulationen (Beispiele: Skream – Stagger, Digital Mystikz – Haunted) und viele andere „Spielereien“. Auch melodielastigere Arrangements sowie mehr oder weniger subtile Techno/Rave-Referenzen sind beliebt.
Dubstep hat, seit es als eigenständiges Genre Gestalt angenommen hat, immer mehr Elemente aus vielen anderen Stilrichtungen neben Dub und Reggae verarbeitet. In neuerer Zeit bewegt sich die musikalische Entwicklung des Dubstep in Richtung Minimal Techno und vergleichbare Spielformen der elektronischen Musik, was durch die in jüngerer Zeit häufiger werdende Kollaboration von Techno- und Dubstep-Produzenten und -DJs zu begründen ist.
Der bekannte Dubstep-Pionier Kode9 antwortete auf die Frage, was Dubstep auszeichnet, mit „Bass and space“ und wird damit inzwischen oft zitiert. Space bezieht sich hier vor allem auf das Arrangement und den extremen Minimalismus.

## Rhythmus und Tempo
Das Tempo von Dubstep liegt normalerweise ungefähr zwischen 135 und 145 BPM, wie auch bei Garage oder 2-Step. Die verwendeten Rhythmen sind vielseitig und oft stark synkopiert. Auch die Verwendung von Triolen ist nicht unüblich. In den Anfangszeiten der Szene herrschten die Garage-ähnlichen, oft geshuffleten Rhythmen vor, die dann mehr und mehr den „Halfstep“-Beats wichen. Mittlerweile werden auch die Two-Step-inspirierten Beats wieder häufiger verwendet. Außerdem gibt es Rhythmen mit einem leicht abgewandelten 4-to-the-floor-Beat.
Beim „Halfstep“ liegt die Betonung auf der ersten und dritten Viertelnote, wodurch das gefühlte Tempo von etwa 140 BPM auf die Hälfte reduziert wird. Die Snare erklingt also beispielsweise nicht mehr auf jedem zweiten Viertel, sondern nur noch halb so oft. Diese „schwer“ wirkenden, „schleppenden“ Beats erinnern teilweise an Dub oder Hip-Hop. Beliebt sind auch Rhythmen, die diese Schwere wiederum mit dichten, schnelleren Percussions verbinden. Der Halfstep-Rhythmus ist aber nur ein Aspekt von Dubstep, ebenso gibt es beispielsweise an Dancehall oder Electro erinnernde Beats sowie die erwähnten Two-Step-Einflüsse.

## Struktur, Bass-Drops, Rewinds und MCs
Ursprünglich hatten Dubstep-Veröffentlichungen einige strukturelle Ähnlichkeiten mit anderen Genres wie Drum and Bass und UK Garage. Typischerweise besteht dies aus einem Intro, einem Hauptteil (oft mit einem Bassabfall), einem Mittelteil, einem zweiten Hauptteil, der dem ersten ähnlich ist (oft mit einem weiteren Abfall), und einem Outro.
Viele frühe Dubstep-Tracks enthalten einen oder mehrere „Bass Drops“, eine Eigenschaft, die von Drum and Bass geerbt wurde. Typischerweise pausiert die Percussion, reduziert den Track oft auf Stille und setzt dann mit größerer Intensität fort, begleitet von einem dominanten Subbass (der Portamento oft durch eine ganze Oktave oder mehr geht, wie im Audiobeispiel). Es ist sehr üblich, dass der Bass bei oder sehr nahe an 55 Sekunden im Song abfällt, da 55 Sekunden etwas mehr als 32 Takte beim üblichen Tempo von 140 BPM sind. Dies (oder das Vorhandensein eines Bassabfalls im Allgemeinen) ist jedoch keineswegs eine völlig starre Eigenschaft, sondern eine Trope (als Rahmen für Intervallbeziehungen). Ein großer Teil der bahnbrechenden Melodien von Produzenten wie Kode9 und Horsepower Productions hat experimentellere Songstrukturen, die nicht auf einen Drop für einen dynamischen Höhepunkt angewiesen sind – und in einigen Fällen überhaupt keinen Bassabfall aufweisen.
Rewinds (oder Reloads) sind eine weitere Technik, die von Dubstep-DJs verwendet wird. Scheint ein Song besonders beliebt zu sein, „dreht“ der DJ die Platte per Hand zurück, ohne den Stift abzuheben, und spielt den betreffenden Track erneut ab. Rewinds sind auch ein wichtiges Live-Element in vielen Vorläufern des Dubstep; Die Technik hat ihren Ursprung in Dub-Reggae-Soundsystemen, wird häufig von Piratenradiosendern eingesetzt und wird auch bei Garagen- und Dschungelnächten in Großbritannien verwendet.
Die Rolle des MCs in der Live-Erfahrung von Dubstep, die sich direkt an Jamaikas lyrisch spärlichem DJ- und Toasting-Mic-Stil im Stil von Reggae-Pionieren wie U-Roy orientiert, ist für seine Wirkung von entscheidender Bedeutung.
Bemerkenswerte Hauptstützen im Live-Erlebnis des Sounds sind MC Sgt Pokes und MC Crazy D aus London sowie Juakali aus Trinidad. Die Produktion in einer Studioumgebung scheint sich für mehr Experimente zu eignen. Kode9 hat intensiv mit dem Spaceape zusammengearbeitet, der MCs im Stil eines Dread Poet betreibt. Kevin Martins Experimente mit dem Genre sind fast ausschließlich Kollaborationen mit MCs wie Warrior Queen, Flowdan und Tippa Irie. Skream hat auch Warrior Queen und den Grime-Künstler JME auf seinem Debütalbum Skream! Plastician, der einer der ersten DJs war, der den Sound von Grime und Dubstep zusammenmischte, hat mit dem namhaften Grime-Setup Boy Better Know sowie mit renommierten Grime-MCs wie Wiley, Dizzee Rascal und Lethal Bizzle zusammengearbeitet. Er hat auch Tracks mit einer Dubstep-Grundlage und Grime-Versen über den Beats veröffentlicht. Der Dubstep-Künstler und Mitinhaber des Labels, Sam Shackleton, hat sich zu Produktionen entwickelt, die außerhalb des üblichen Dubstep-Tempos liegen und denen manchmal die meisten gängigen Tropen des Genres völlig fehlen.

## Club Forward
Ammunition war auch für einen Club namens Forward verantwortlich, der ursprünglich in den Velvet Rooms in Soho beherbergt war und heutzutage zweimal im Monat in Plastic People in Shoreditch veranstaltet wird. Der Club war entscheidend für die Entwicklung des Dubstep, da er einen der ersten Veranstaltungsorte nur für Dubstep bot, und den Produzenten eine Möglichkeit gab neue Veröffentlichungen vorzustellen. Forward hielt zusätzlich eine Radioshow auf dem Ost-Londoner Schwarzsender Rinse FM, moderiert von dem DJ und Produzenten Kode9.

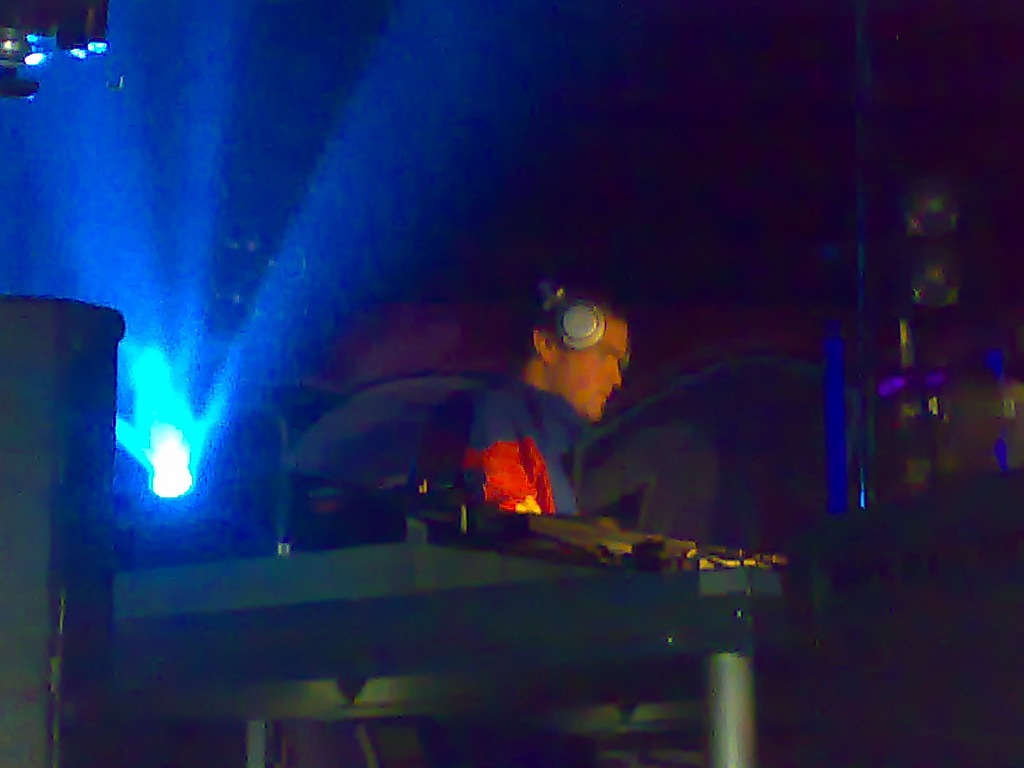
Plastician live im Jahr 2005

Forward war von Beginn an auch für andere Varianten des Garage bekannt. So wurde hier eine Form des frühen Grime, später 8bar, von DJs wie Slimzee (später bei Pay As U Go, jetzt bei Rinse FM) gespielt. Dieses erlaubte auch Produzenten wie Plastician aus Croydon und Mark One aus Manchester ihre eigenen Varianten des Grime an die Leute zu bringen.
Forward gewann auch die Aufmerksamkeit von Rinse FM, die um 2003 ihr Programm auch für Dubstep-DJs öffneten, in einer Zeit als die traditionelle Garage-Szene dem Dubstep den Rücken gekehrt hatte. Rinse FM wurde zu einer lebensnotwendigen Instanz, die die Verbindung zwischen Dubstep und seinem urbanen Londoner Hintergrund stärkte, aber der Szene auch gleichzeitig erlaubte neue Ideen zu entwickeln.